# Eklektyczna teoria produkcji międzynarodowej
Eklektyczna teoria produkcji międzynarodowej, także paradygmat eklektyczny, paradygmat OLI lub model OLI (akronim od pierwszych liter angielskich słów: Ownership − Location − Internalization) − teoria określająca czynniki skłaniające przedsiębiorstwa do podejmowania bezpośrednich inwestycji za granicą oraz pozwalające korporacjom transnarodowym konkurować z przedsiębiorstwami lokalnymi. Została sformułowana przez Johna H. Dunninga. 
W myśl tej teorii czynniki wpływające na decyzję o internacjonalizacji produkcji dzielą się na trzy grupy:
- specyficzne przewagi własnościowe (ang. ownership specific advantages);
- specyficzne przewagi internalizacji (ang. internalization specific advantages);
- specyficzne przewagi lokalizacyjne (ang. location specific advantages).

Tabela: Przewagi przedsiębiorstwa w różnych formach jego internacjonalizacji według Dunninga
| Forma internacjonalizacji           | Przewaga własności | Przewaga internalizacji | Przewaga lokalizacji |
| ----------------------------------- | ------------------ | ----------------------- | -------------------- |
| eksport                             | tak                | tak                     | nie                  |
| formy kontraktowe                   | tak                | nie                     | nie                  |
| bezpośrednie inwestycje zagraniczne | tak                | tak                     | tak                  |

Źródło: J.Dunning, International Production and Multinational Enterprise, Allen and Unwin, London 1981 [za:] M.K.Witek-Hajduk, Strategie internacjonalizacji polskich przedsiębiorstw w warunkach akcesji Polski do Unii Europejskiej, Oficyna Wydawnicza Szkoły Głównej Handlowej, Warszawa 2010, s.43.